# Schloss Dillich

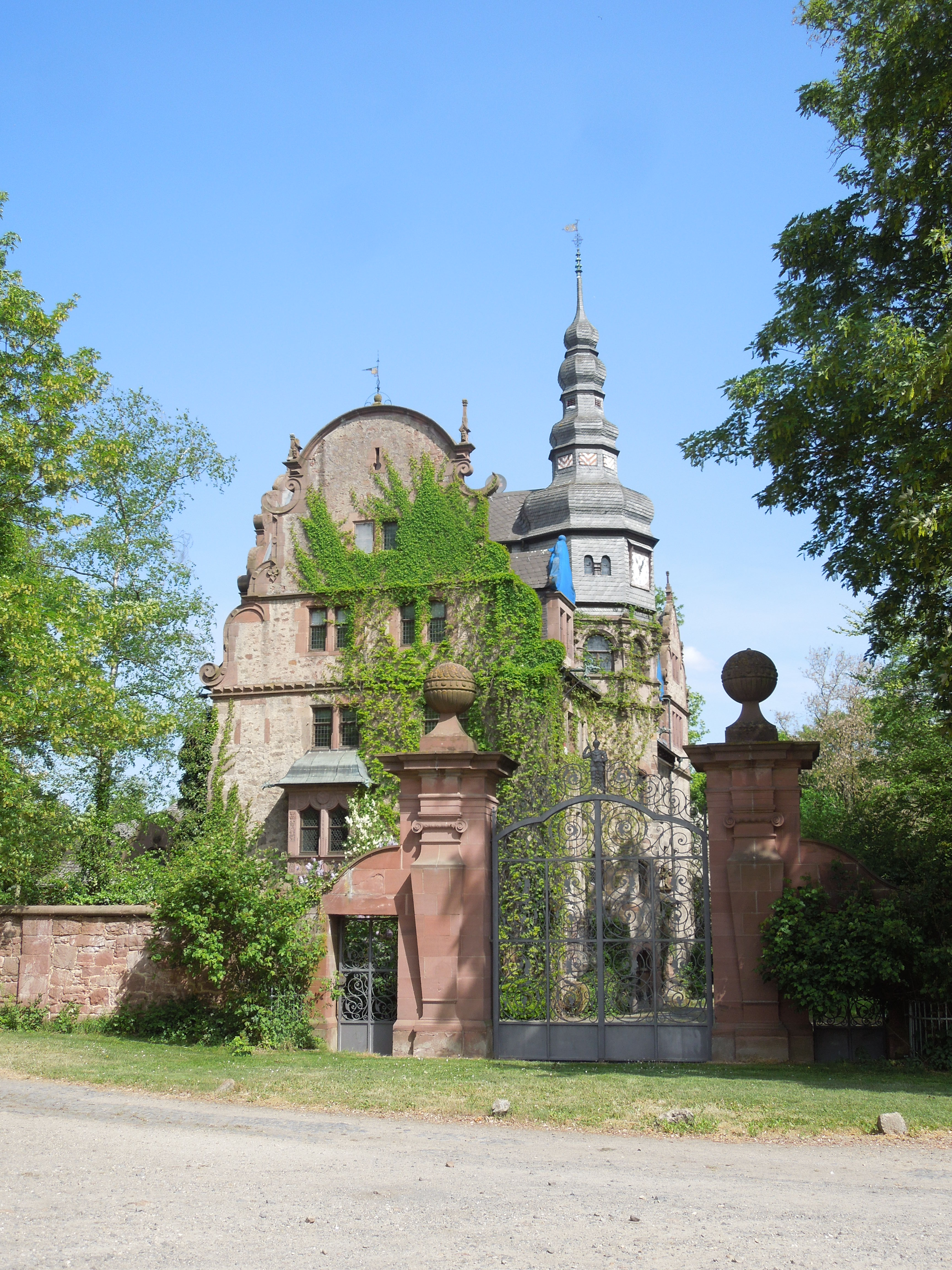
Schloss Dillich, Ansicht von Süden

Das Schloss Dillich steht am nordwestlichen Ortsrand von Dillich, einem Stadtteil von Borken im Schwalm-Eder-Kreis in Hessen. Südöstlich angrenzend befindet sich der ehemals zum Schloss gehörige Wirtschaftshof.

## Baugeschichte
Das Schloss wurde vermutlich im Jahre 1361 an der Stelle einer ehemaligen Wasserburg erbaut, deren Ursprünge in das Jahr 1335 zurückgehen sollen und von der nur noch Teile der Kellerräume vorhanden sind. Es war bis 1858 im Besitz der Herren von Dalwigk, die nachweislich bereits 1318 als landgräflich-hessische Lehnsmannen das Gerichtsamt in Dillich innehatten.
1575 bis 1591 wurde das Schloss als schlichter, dreigeschossiger Bruchsteinbau mit Eckquaderungen, einfachem Satteldach, einem breiten Mittelrisaliten an der Westseite und einem vor die Ostseite angebauten, bis zum Obergeschoss reichenden, polygonalen Treppenhaus grunderneuert. Dabei erhielt der Bau seinen heutigen rechteckigen Grundriss (abgesehen von dem erst 1905/06 vor den Mittelrisaliten im Westen angebauten Gartensaal). 1648 wurde er im Dreißigjährigen Krieg schwer beschädigt; nur noch Teile der Außenmauern und der Treppenturm an der Ostseite blieben bestehen. Erst in den Jahren von 1680 bis 1730 wurde der Bau in etwas veränderter Form wieder aufgerichtet. Dabei erhielt das Schloss einen in südfranzösischem Stil ausgeführten Kamin in der Halle.
Auf die Anfang der 1850er Jahre im Mannesstamm ausgestorbenen Dalwigk zu Dillich folgte Benjamin Rieß von Scheurnschloß, kurhessischer Kammerherr, der das Schloss und das dazugehörige Rittergut 1855 erwarb. Er war Sohn oder Enkel des ehemaligen kurhessischen Innenministers und Bundestagsgesandten Franz Hugo Rieß von Scheurnschloß, der 1832 unter Namensmehrung durch „von Scheurnschloß“, dem Namen eines zuvor im hessischen Hachborn ansässigen ausgestorbenen Adelsgeschlechts, in den kurhessischen Adelsstand erhoben worden war.
In den Jahren 1905–1906, im Inneren teilweise noch bis 1910, wurde der Bau durch Karl Rieß von Scheurnschloß (* 1863 in Flottbek; † 1949 in Dillich) und den Marburger Architekten August Dauber innen und außen im Stil historisierender Weserrenaissance völlig umgestaltet und erweitert. Alle Elemente, die nicht Renaissance-Formen entsprachen, wurden entfernt und neue dekorative Elemente wurden hinzugefügt. Neu waren insbesondere der im Westen an die Nordseite des Mittelrisaliten seitlich angebaute dreistöckige Vorbau mit Balkon, der eingeschossige Gartensaal mit geschwungenem Walmdach, Zwerchhäusern an den drei Außenseiten und Dachreiter westlich vor dem Mittelrisaliten, das nun als hoch aufragender Uhrturm mit imposantem Helmaufsatz ausgeführte polygonale Treppenhaus mit seiner linksläufigen Wendeltreppe vor der Ostfassade, das überdachte Eingangsportal rechts neben dem Treppenturm, der Erker an der Südseite, die vier kleinen Zwerchhäuser (eins links und drei rechts des Treppenturms) sowie der große Zwerchgiebel am Nordende der Ostfassade, die drei hoch aufragenden großen Zwerchgiebel auf der Westseite und natürlich die beiden Hauptgiebel im Süden und Norden. Die Fenster wurden 1906 teilweise erneuert, aber an die vorhandenen Renaissancefenster angelehnt.
Das Schloss ist umgeben von einer etwa 2,5 ha großen Parkanlage, eingefriedet von einer Sandsteinmauer mit historischem Hoftor im Süden.
Schloss und Park stehen in ihrer Sachgesamtheit als Kulturdenkmal unter Denkmalschutz.

## Nutzung seit 1945
Die Anlage wurde nach dem Ende des Zweiten Weltkriegs von der US-Armee besetzt und etwa ein Jahr lang als Offiziersunterkunft genutzt. Danach diente das Schloss von 1946 bis 1948 als Notunterkunft für Displaced Persons, ehemalige ausländische Zwangsarbeiterinnen der Munitionsfabriken in Allendorf bei Marburg. Ihnen folgten dann von 1948 bis 1956 Flüchtlinge und Heimatvertriebene als Bewohner, zeitweise bis zu 40 Familien gleichzeitig. Dann wurde das inzwischen sehr heruntergekommene Schloss geräumt und für unbewohnbar erklärt.
1959/60 verkauften die Nachkommen der Rieß von Scheuernschloß das Schloss mit dem etwa 3 ha großen Park an den Ingenieur und Unternehmer Franz Rudolph (1920–1999) und dessen Ehefrau Gertrud geb. Grawert, die den Bau renovierten. Das Gut blieb im Besitz der Rieß von Scheurnschloß, die es von ihrem Gut Seehof am Nordostrand des Seeholzes etwa 1,5 km nordwestlich von Neuenhain aus bewirtschafteten.
Das Schloss mit seinen 35 Zimmern und einer Wohnfläche von insgesamt etwa 1.650 m2 stand ab 2015 zum Verkauf. Anfang 2017 kauften buddhistische Mönche aus Thailand das Schloss für eine Million Euro, welche größtenteils aus Spenden aufgebracht wurden. Sie zogen im Frühjahr 2017 ein und benutzen es seitdem als Wohn-, Arbeits- und Seminarstätte für ihre Schüler.

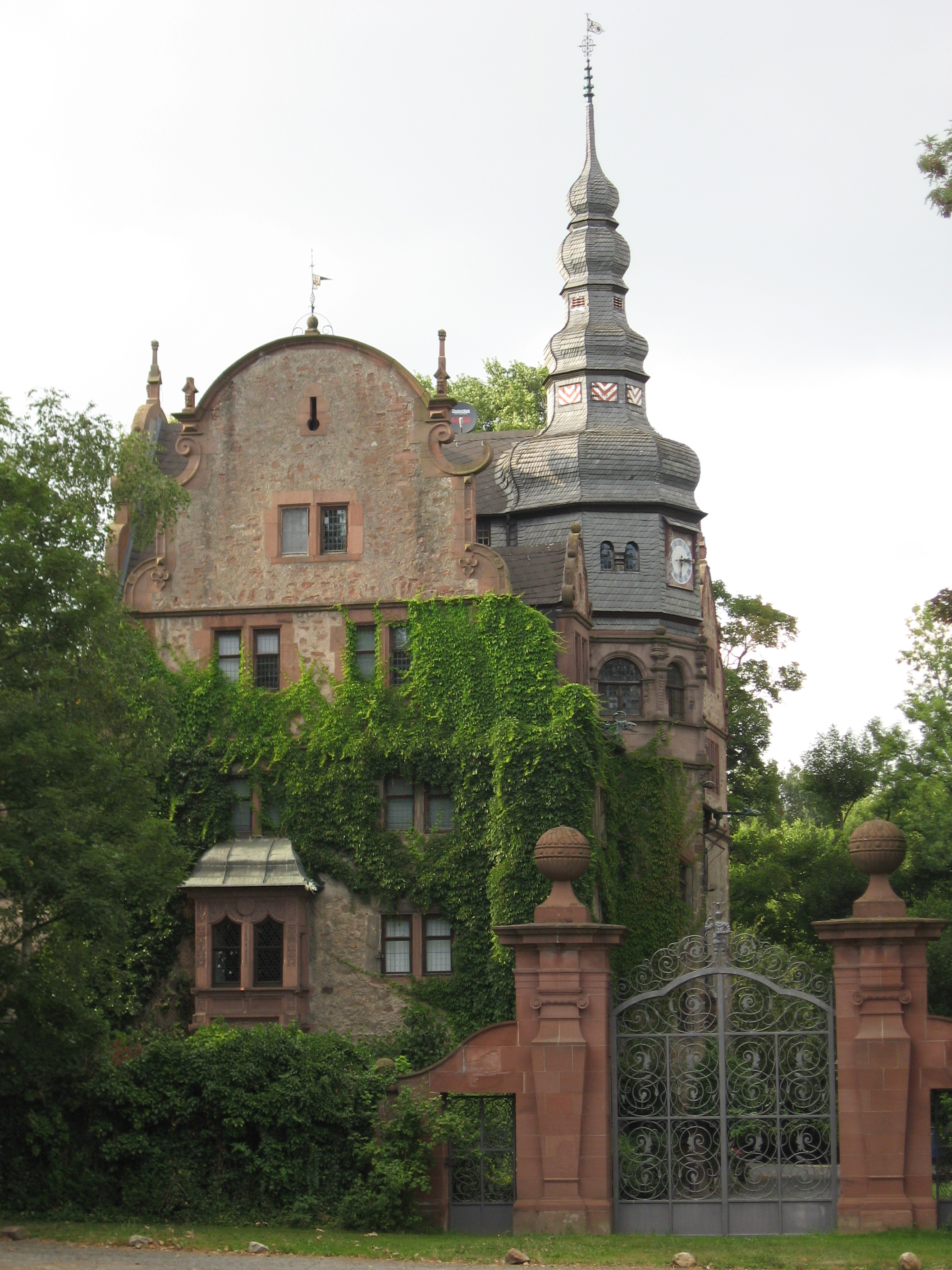
Schloss Dillich, mit dem Hoftor, Ansicht von Süden
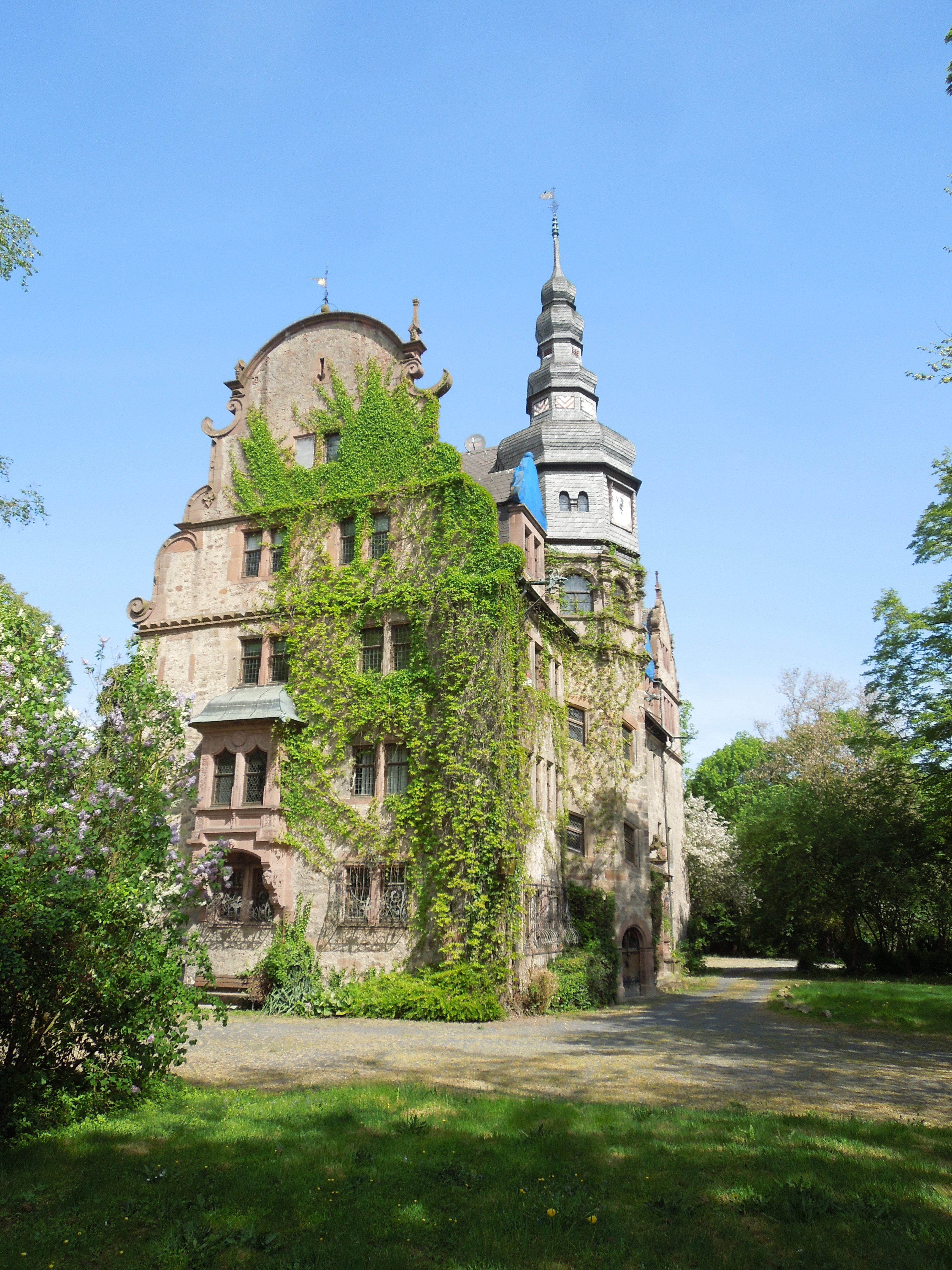
Schloss Dillich, Ansicht von Süden
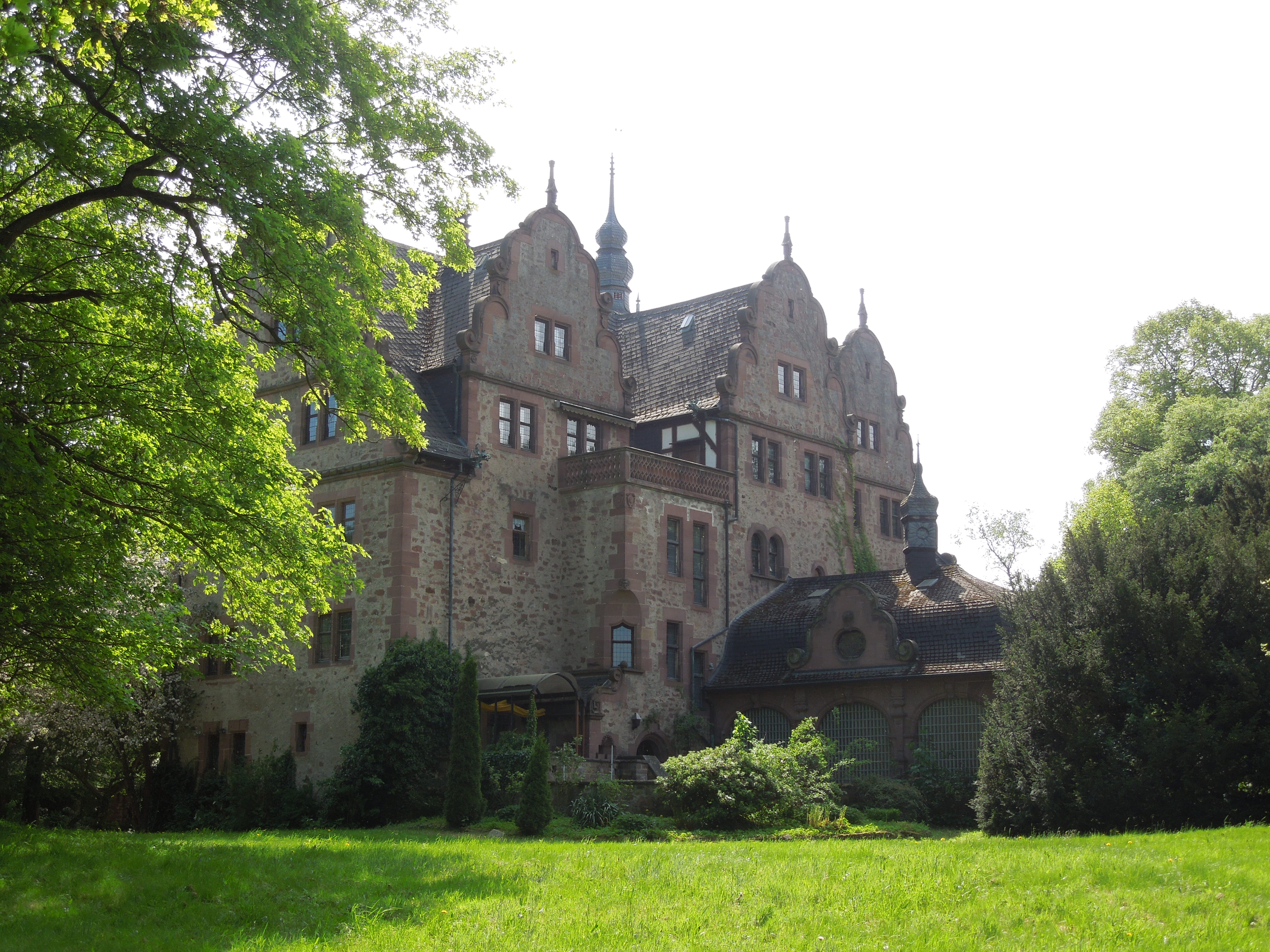
Schloss Dillich, Parkseite, Ansicht von Nordwesten
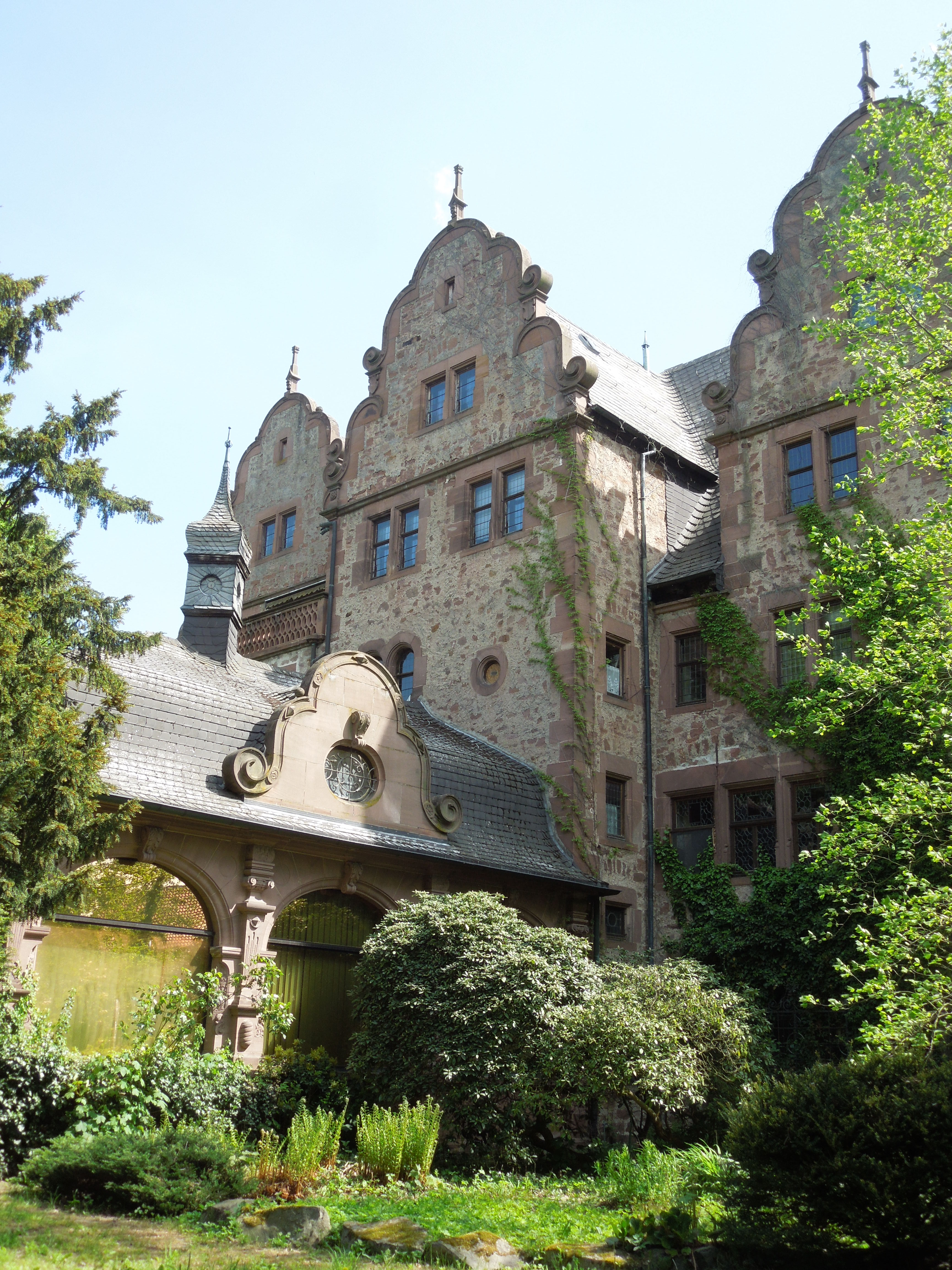
Schloss Dillich, Parkseite, Blick von Südwesten
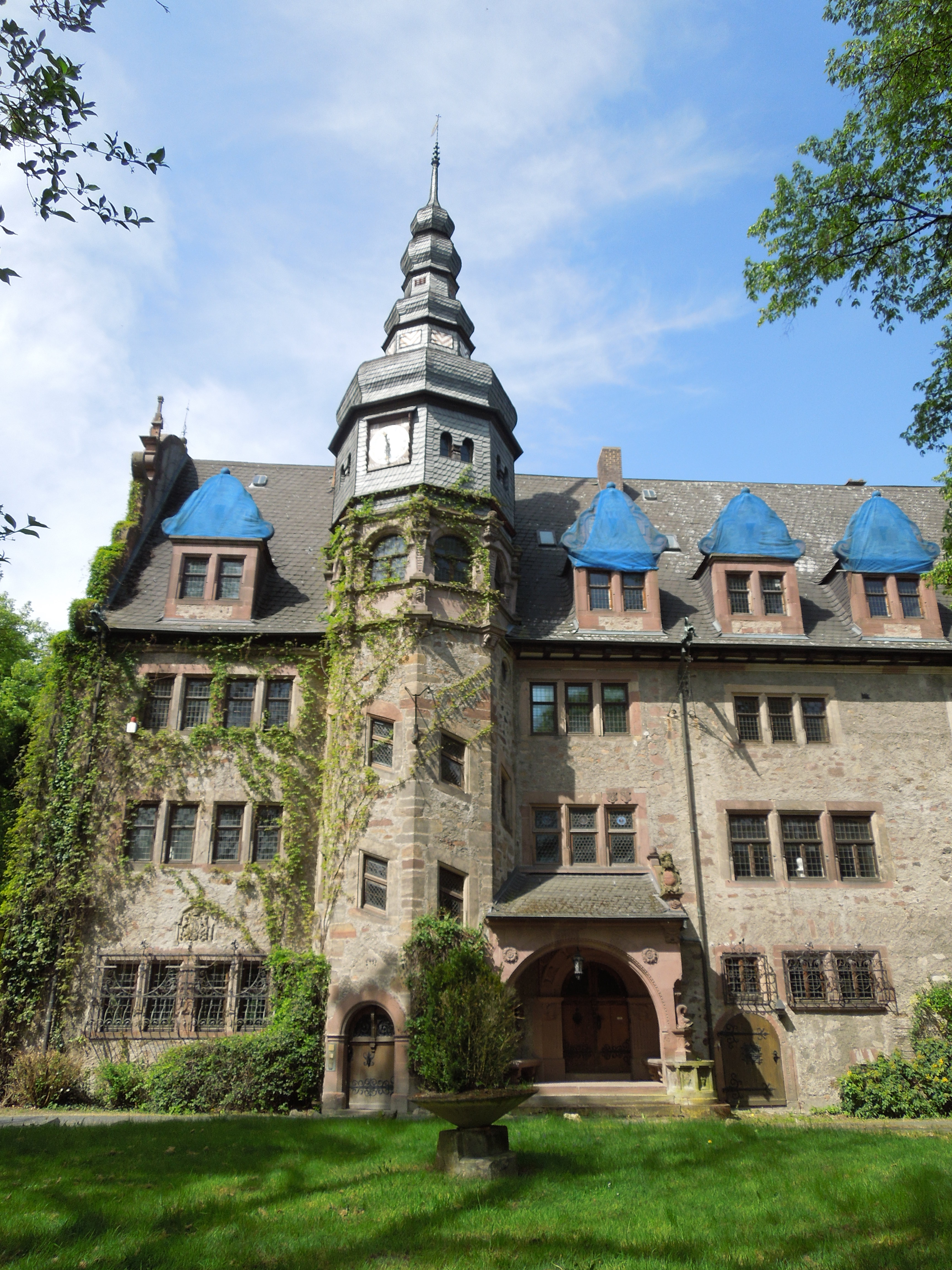
Schloss Dillich, Ostseite mit Treppenturm und Portal